# 山川敦也
山川 敦也（やまかわ あつや、5月25日 - ）は、日本の男性俳優、声優、ナレーター。現在は、C&Oアクターズスタジオの講師としても活動している。2012年3月まではオフィス野沢、2012年4月から2014年まではメディアフォースに所属していた。長崎県出身。

## 出演作品

### テレビアニメ
2006年
- きらりん☆レボリューション（2006年 - 2008年、プロデューサー、男優）

2007年
- AYAKASHI（真田恭平）
- はたらキッズ マイハム組（支配人）

2009年
- こんにちは アン 〜Before Green Gables

### OVA
2005年
- 永遠のアセリア 「求め」の声（クェドギン）

### ゲーム
1998年
- キャッスルファンタジア〜聖魔大戦〜（教皇）

1999年
- ドリームジェネレーション（一之江次郎）

2000年
- Natural2 -DUO-（籐平）
- パンドラMAXシリーズVOL.4 Catch! 〜気持ちセンセーション〜（香林聖悟）

2003年
- 永遠のアセリア（クェドギン）

2004年
- イースIII（ドギ）
- 魔王の娘たち（店員）

2005年
- 必殺裏稼業

2009年
- アナザーコード: R 記憶の扉（青木不二彦）

### ドラマCD
- AKIBA!!吸血鬼はお好き?（虎徹）
- 幻想水滸伝（テオ・マクドール）
- Maple Colors（教頭）
- らぶドル 〜Lovely Idol〜（ディレクター）

### ラジオドラマ
- ラジオ幻想水滸伝 集まれ!108星!（テオ・マクドール）

### webドラマ
- センチメントの季節（男）

### 吹き替え

#### アニメ
- 時空冒険記ゼントリックス（レッド・ヘア、ロックマンたち）
- 探偵カーランド・クロス（ウィンフィールド警部）
- ミュータント タートルズ（大明神）

### 映画
- 修羅がゆく8（ヒットマン）

### ナレーション

#### テレビ
- ウィークリー藤沢
- 茅ヶ崎50年史
- CHALLENGE COMPANY
- 名誉市民・故小山敬三画伯

#### CM
- アルゼ
- コニカミノルタホールディングス
- タワーレコード

#### VP
- 神津精機
- 日本メドトロニック
- ワタキューセイモア

#### その他
- 日本マクドナルド
- マイカルグループ

### 舞台
- 新宿ジャンヌ
- グランドカフェ殺人事件
- クレッシェンド
- テイクオンミー〜6500万の水平線〜
- ミクトレス

### パチンコ
- CR新大江戸日記